# Criva de Sus, Olt
Criva de Sus este un sat ce aparține orașului Piatra-Olt din județul Olt, Oltenia, România.

 Acest articol despre o localitate din județul Olt este deocamdată un ciot. Puteți ajuta Wikipedia prin completarea lui.

Sat de o frumusețe rară cu păduri verzi de foioase, străbătut de râul Cungrea și cu celebrul copac,Tecul de la Ionicesti.